# Andrés Ballbé
Andreu Ballbé García (Barcelona, España; 31 de octubre de 1952) es un exatleta olímpico español. Fue campeón y plusmarquista nacional de los 800 metros.

## Biografía
Ballbé se inició a las órdenes de Gregorio Rojo en la sección de atletismo del FC Barcelona, club en el que desarrolló toda su carrera, excepto las dos últimas temporadas, que corrió para el CE Universitari. Con la camiseta azulgrana fue campeón de España de clubes en múltiples ocasiones durante los años 1970 y 1980.
Destacó especialmente en la prueba de los 800 metros, siendo campeón de España en cuatro ocasiones: una en pista cubierta (1972) y tres al aire libre (1975, 1976 y 1977). En 1976 estableció el récord de España de la modalidad, con un tiempo de 1:46.59. Ese mismo año participó en los Juegos Olímpicos de Montreal, siendo eliminado en primera ronda.
Licenciado en Matemáticas, tras finalizar su carrera deportiva ha seguido vinculado al atletismo, trabajando profesionalmente para empresas de cronometraje, además de participar habitualmente en maratones y pruebas populares.

## Historial internacional
| Año  | Evento               | Lugar            | Prueba    | Puesto | Marca   |
| ---- | -------------------- | ---------------- | --------- | ------ | ------- |
| 1975 | Juegos Mediterráneos | Argel, Argelia   | 4 × 400 m | 5º     | 3:11.61 |
| 1975 | Juegos Mediterráneos | Argel, Argelia   | 800 m     | 5º     | 1:49.3  |
| 1976 | Juegos Olímpicos     | Montreal, Canadá | 800 m     | Q      | 1:48.38 |

## Mejores marcas
| Prueba | Fecha      | Lugar         | Tiempo  | Tiempo           |
| ------ | ---------- | ------------- | ------- | ---------------- |
| 800 m  | 10/07/1976 | Zúrich, Suiza | 1:46.59 | Récord de España |

## Palmarés

### Campeonatos de España
- Campeonato de España al aire libre - 800 m (3): 1975, 1976 y 1977.
- Campeonato de España en pista cubierta - 800 m (1): 1972.

### Campeonatos de Cataluña
- Campeonato de Cataluña al aire libre - 400 m (1): 1972.
- Campeonato de Cataluña al aire libre - 800 m (5): 1976, 1980, 1983, 1984 y 1986.
- Campeonato de Cataluña al aire libre - 1500 m (2): 1977 y 1983.
- Campeonato de Cataluña en pista cubierta - 800 m (3): 1972, 1973 y 1974.